# Hermann Josef Niedermeier
Hermann Josef Niedermeier (* 26. Mai 1936 in Euschertsfurth, Landkreis Deggendorf) ist ein deutscher Politiker (SPD).
Niedermeier besuchte die Volks- und die Berufsschule und machte eine Ausbildung im Wasserbau. Er war als Wasserbauwerker, Wasserbauvorwerker und kurzzeitig für den Bundesgrenzschutz tätig.
1963 wurde Niedermeier Geschäftsführer der SPD im Bezirk Niederbayern/Oberpfalz. Er war lange Jahre Stadtrat und Kreisrat in Deggendorf und saß von 1978 bis 1982 und nochmal von 1990 bis 2003 im Bayerischen Landtag.